# Златибор
Златибор е планина в Сърбия, част от масива на старовлашко-рашките планини.
Златибор има площ от около 1000 квадратни километра, дължина от 55 км, а широчина до 20 км, с които си размери е най-голямата планина в целия масив, поради и което по името му Ужичкия край носи другото си име. Планината се простира в посока северозапад-югоизток. Най-високият ѝ връх е Торник (1496 m), известен ски-център и курорт в Сърбия.
Златибор се намира в северната част на района на Стари Влах, граничен район между Стара Рашка, Херцеговина и Полимието.
Център на региона е град Чейетина, а най-близкия голям град е Ужице. По време на ВСВ на Златибор са разположени позициите на БА за отбрана от страна на югославските партизани.